# امرمردگ سورگه
امرمردگ سورگه مربوط به دوران پارینه‌سنگی است و در مهران، ۸/۵ کیلومتری شمال شهر واقع شده و این اثر در تاریخ ۱۰ مهر ۱۳۸۰ با شمارهٔ ثبت ۳۹۸۸ به‌عنوان یکی از آثار ملی ایران به ثبت رسیده است.